# Sainte-Eulalie, Cantal

Saint-Constant este o comună în departamentul Cantal, Franța. În 1 ianuarie 2022 avea o populație de 231 de locuitori.